# 岩手県道191号大更停車場線
岩手県道191号大更停車場線（いわてけんどう191ごう おおぶけていしゃじょうせん）は、岩手県八幡平市を通る一般県道である。

## 概要
大更駅（JR花輪線）から八幡平市大更の県道301号交点に至る。
当初は花輪線の大更駅と国道282号を結ぶ道路として県道に認定された。現在は西根バイパスが開通して旧道が市道に移管されたため、国道には接続していない。八幡平温泉郷方面への路線バスが多数通る。

### 路線データ
- 実延長：598.4 m[1]
- 起点：大更停車場[1]（JR花輪線大更駅）
- 終点：八幡平市大更[1]（県道301号交点）

## 歴史
- 1976年（昭和51年）10月1日 - 県道に認定される[1]。

## 地理

### 通過する自治体
- 八幡平市

### 交差する道路
- 岩手県道301号渋民田頭線（八幡平市大更21地割）